# Żelechów (gemeente)
De gemeente Żelechów is een stad- en landgemeente in het Poolse woiwodschap Mazovië, in powiat Garwoliński.
De zetel van de gemeente is in Żelechów.
Op 31 december 2005, telde de gemeente 8503 inwoners.

## Oppervlakte gegevens
In 2002 bedroeg de totale oppervlakte van gemeente Żelechów 87,64 km², waarvan:
- agrarisch gebied: 78%
- bossen: 15%

De gemeente beslaat 6,82% van de totale oppervlakte van de powiat.

## Demografie
Stand op 31 december 2005:
| Omschrijving                   | Totaal | Totaal | Vrouwen | Vrouwen | Mannen | Mannen |
| ------------------------------ | ------ | ------ | ------- | ------- | ------ | ------ |
| eenheid                        | aantal | %      | aantal  | %       | aantal | %      |
| inwoners                       | 8.503  | 100    | 4.248   | 50,0    | 4.255  | 50,0   |
| bevolkingsdichtheid (inw./km²) | 97,0   | 97,0   | 48,5    | 48,5    | 48,5   | 48,5   |

De gemeente telt 8,15% van het aantal inwoners van de powiat.

## Plaatsen
De gemeente Żelechów bestaat uit 18 solectwo:
Gąsiory, Gózdek, Huta Żelechowska, Janówek, Kalinów, Kotłówka, Łomnica, Nowy Goniwilk, Nowy Kębłów, Piastów, Sokolniki, Stary Goniwilk, Stary Kębłów, Stefanów, Władysławów - (Władysławów I en Władysławów II), Wola Żelechowska, Zakrzówek

## Aangrenzende gemeenten
Górzno, Kłoczew, Miastków Kościelny, Sobolew, Trojanów, Wola Mysłowska